# Esimese öö õigus
Esimese öö õigus (zu deutsch Das Recht der ersten Nacht) ist der Titel eines estnischen Stummfilms von Balduin Kusbock aus dem Jahr 1925.

## Inhalt
Der Plot zu Esimese öö õigus beruht – wie der im vorangegangenen Jahr entstandene Film Mineviku varjud – auf der Geschichte der durch den mittelalterlichen Feudalismus unterdrückten Esten. Das nationalromantische Thema des jahrhundertelangen Kampfs um die Unabhängigkeit des estnischen Volkes steht im Mittelpunkt des Spielfilms. Wichtige Themen des Films sind die soziale und rechtliche Ungleichheit und die Gewalt durch die herrschenden Gesellschaftsschichten.
Die junge Estin Helja, eine Medizinstudentin, hat ihren Verlobten John während des Unabhängigkeitskrieges kennengelernt. Von einem alten Professor werden beide mit den Volkstraditionen Estlands und mancher Bitternis, die nicht nur er selbst in der Vergangenheit erleben musste, vertraut gemacht. So erzählt er ihnen auch die Geschichte des estnischen Bauern Mangu, der die Leibeigene Linda liebte. Nach dem Willen ihres Herrn sollte Linda während der Hochzeitsfeier entführt und in sein Schloss gebracht werden gemäß der brutalen mittelalterlichen Praxis, dass die erste Nacht mit der Braut ihrem Herrn gehört. Mangu wollte das nicht so hinnehmen und führte zusammen mit anderen Bauern einen verzweifelten Kampf zu Ehren seiner jungfräulichen Braut.
Helja und John sind froh, dass solche Praktiken der Vergangenheit angehören und dass sie nach England ausreisen werden.

## Produktion, Veröffentlichung
Das Historiendrama trägt den Untertitel Ein dramatisches Fragment aus der estnischen Vergangenheit in neun Teilen.
Der Film hatte am 27. Oktober 1925 Premiere. Er gilt als verschollen.

## Kuriosa

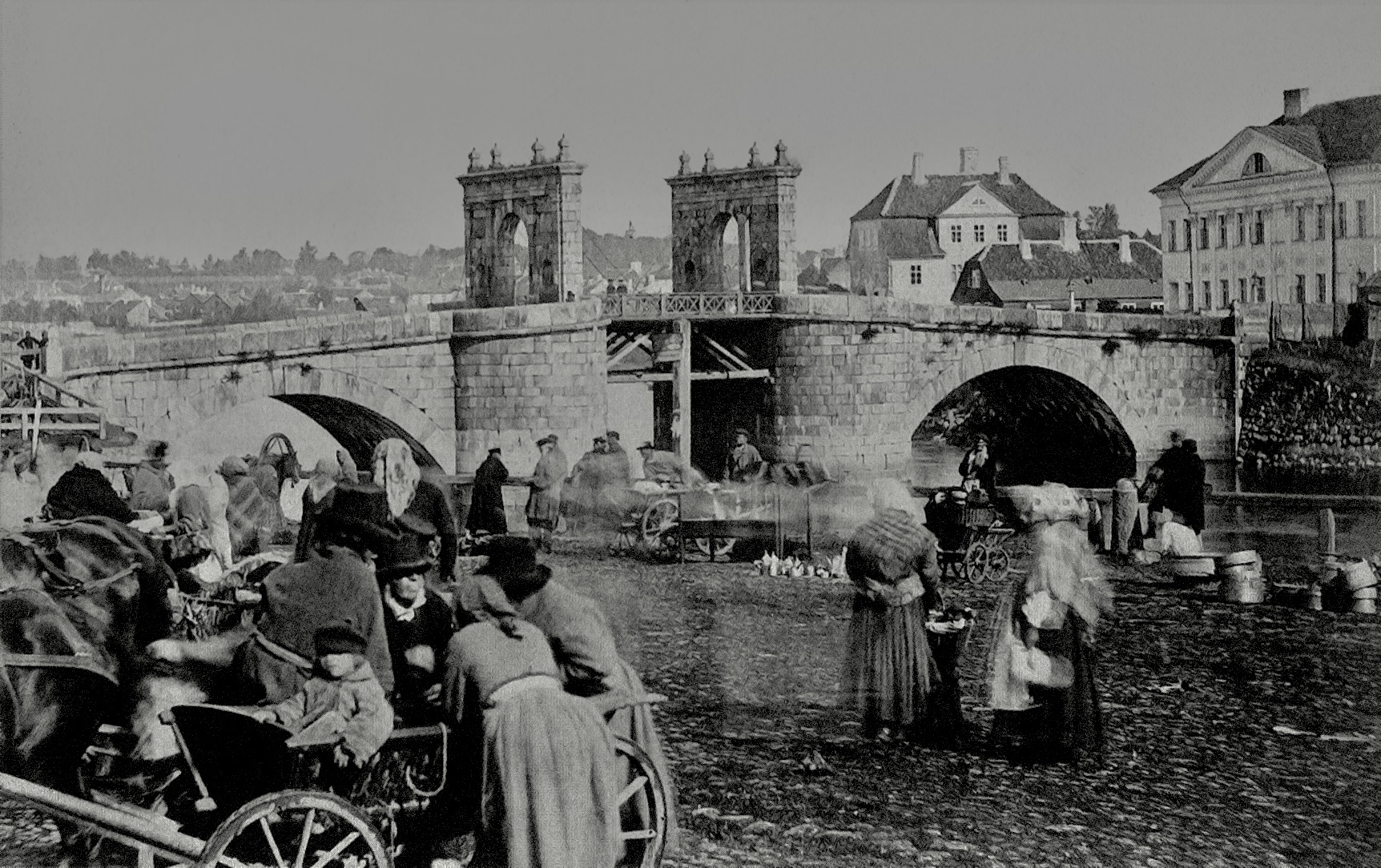
Brücke Kivisild ca. 1880

Esimese öö õigus hat den wahrscheinlich ersten Stunt der estnischen Filmgeschichte festgehalten. Der Schauspieler und Schriftsteller Adalbert Kirschenberg sprang für den Film von der berühmten Steinbrücke Kivisild im Zentrum der südestnischen Stadt Tartu in den Fluss Emajõgi (deutsch Embach).